# Lista de sítios removidos do Patrimônio Mundial

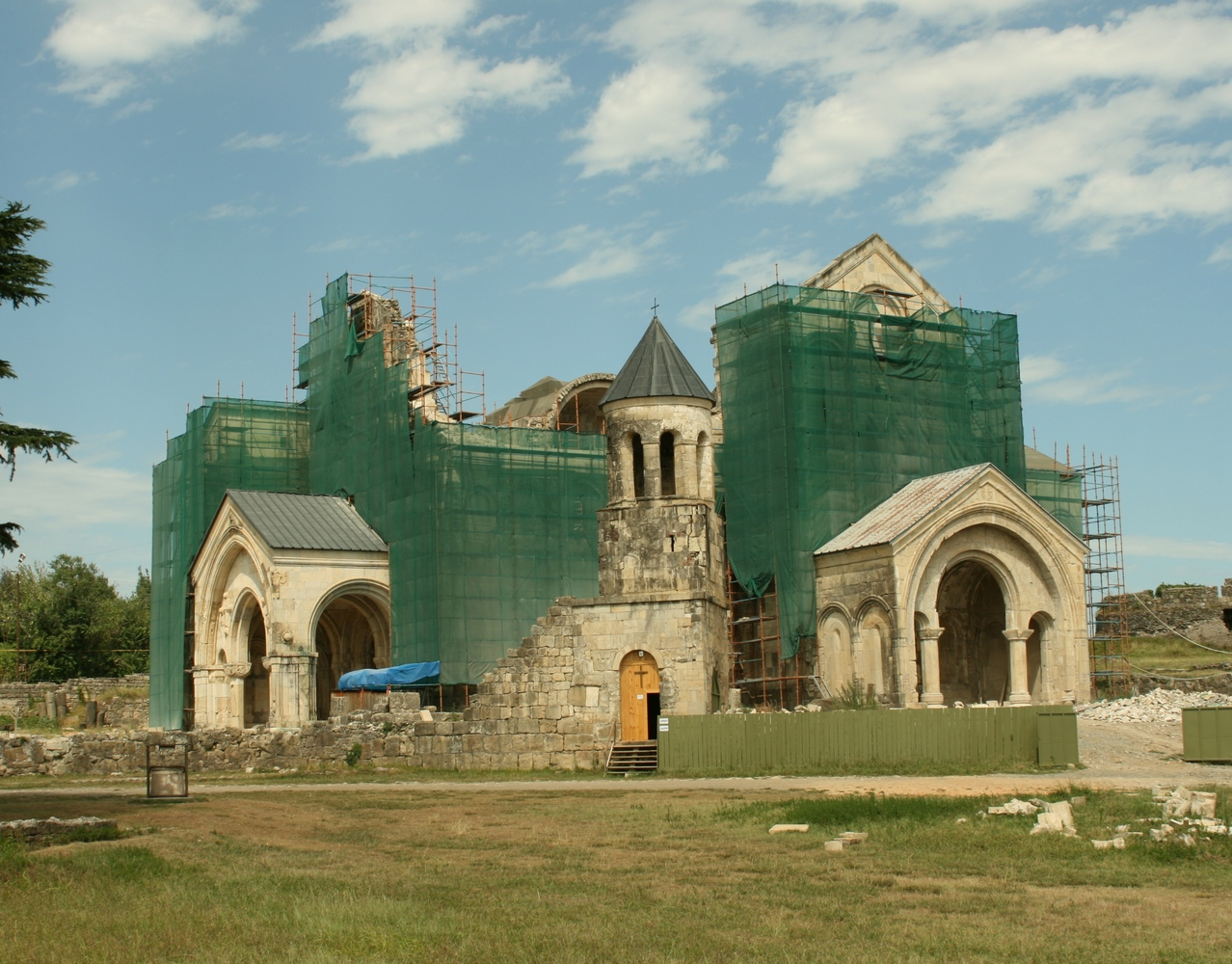
A reconstrução das ruínas da Catedral de Bagrati, na Geórgia, causaram sua remoção da Lista do Patrimônio Mundial em 2017.

A designação de Patrimônio Mundial ou Patrimônio da Humanidade é considerada uma honraria de grande valor recebido por uma região ou edificação cujo significado histórico ou natural seja de alta relevância para a humanidade. A designação de um sítio como Patrimônio Mundial pela Organização das Nações Unidas para a Educação, a Ciência e a Cultura (UNESCO) tem consequências não somente culturais e educativas, mas também impacto econômico uma vez que promove fortemente o turismo local. 
Um sítio perde sua designação como Patrimônio Mundial da Humanidade quando Comité do Património Mundial determina que o local não seja mais protegido nem administrado com base nos critérios da organização em decorrência de mal administração ou conservação do bem ou ainda de incursão de alterações que venham a impactar negativamente o bem tombado. Primeiramente, no entanto, o Comité acrescenta o bem na Lista do Patrimônio Mundial em perigo e inicia negociações com as autoridades locais para que a situação seja revertida. Se a recomendação da organização não for atendida, o Comité eventualmente opta por remover a designação do bem.
Um Estado-membro signatário da Convenção para a Proteção do Patrimônio Mundial, Cultural e Natural também pode requisitar da organização a redução da área protegida de um sítio, retirando parcialmente ou completamente a designação deste como Patrimônio Mundial. Sob os critérios da organização, no entanto, um Estado-membro deve reportar ao Comité quando uma de suas propriedades "inscritas na Lista de Patrimônio Mundial forem severamente deterioradas ou quando as medidas corretivas necessárias não forem tomadas."

## Causas
O Comité do Patrimônio Mundial da Humanidade, seguindo as diretrizes do Capítulo II, Artigo 4 da Convenção para a Proteção do Patrimônio Mundial, Cultural e Natural, elaborou uma Lista do Patrimônio Mundial em perigo, dos sítios que correm risco de degradação por conflitos armados, catástrofes naturais ou degradação do meio ambiente por ação humana e, especificamente, o turismo predatório. A inclusão de um bem na lista do Patrimônio Mundial em perigo obriga o Comité do Patrimônio Mundial a desenvolver ou adotar, junto com o país em questão, um programa de medidas específicas coercitivas e o controle do estado do sítio, visando restaurá-lo à lista comum o quanto antes. Em caso de falha nas negociações ou desinteresse do Estado-membro, o Comité vota por retirar a designação do local como Patrimônio Mundial.

## História

### Omã, 2007
Em 2007, o Santuário do Órix da Arábia no Omã foi o primeiro sítio removido da Lista do Patrimônio Mundial. O sítio havia sido inscrito na lista em 1994 com base no critério (x), sendo completamente removido da lista em 2007. A fauna e flora da região representam um ecossistema desértico único.
A população de órixes foi estimada em 450 animais em 1996, porém foi reduzida a apenas 65 animais com somente quatro casais reprodutores. Em 2007, o Comité do Patrimônio Mundial da Humanidade retirou definitivamente o bem da lista do Patrimônio Mundial em resposta à decisão unilateral do governo de Omã de reduzir em 90% a área protegida do bem. Durante a 31ª Sessão do Comitê do Patrimônio Mundial, realizada em Christchurch de 23 de junho a 1 de julho de 2007, a organização votou pela remoção do local.

### Alemanha, 2009

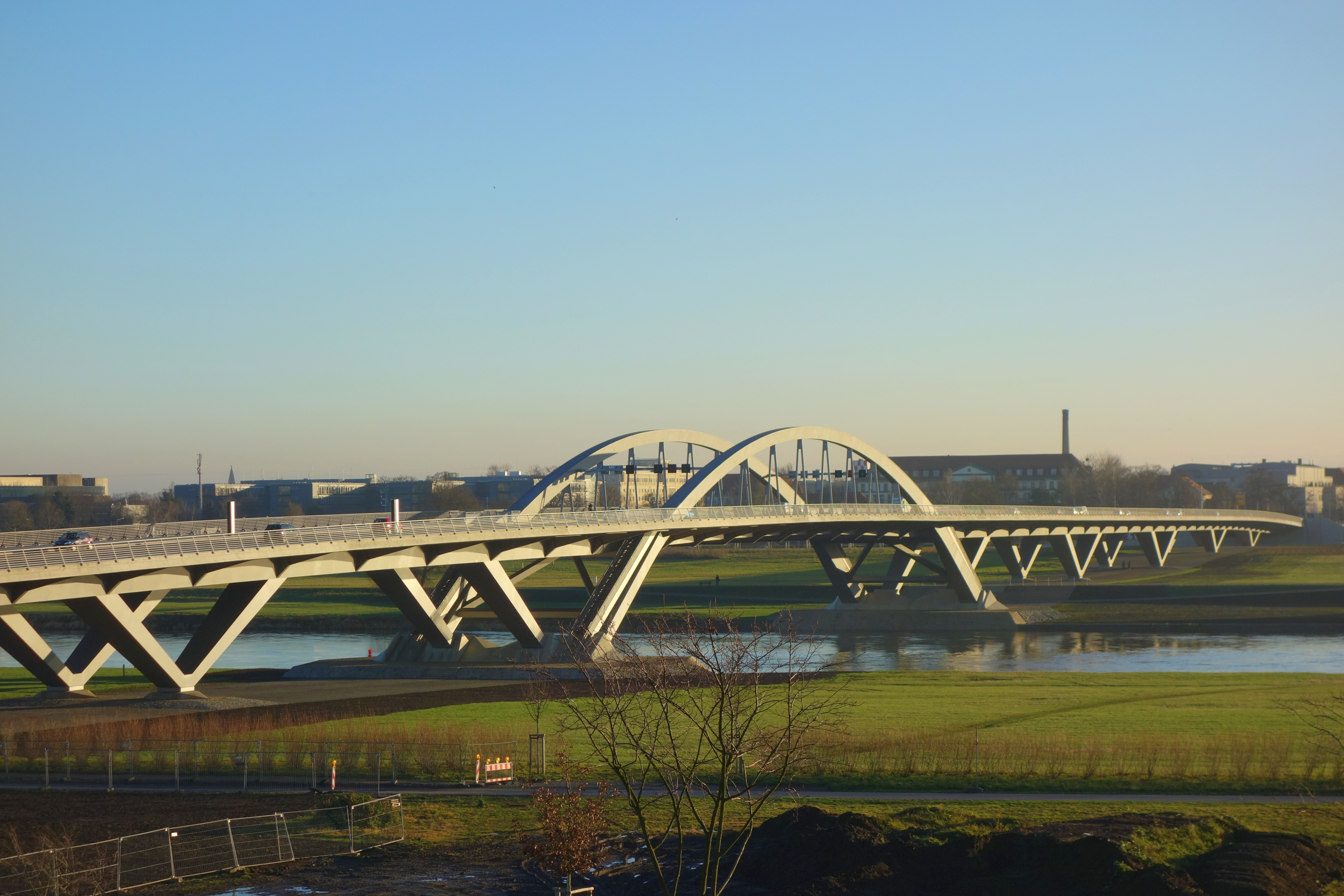
A Ponte de Waldschlößchen cuja construção retirou o Vale do Elba da lista do Patrimônio Mundial em 2009.

O Vale do Rio Elba em Dresden havia sido declarado Patrimônio da Humanidade pela UNESCO em 2004. Devido ao projeto de construção da Ponte de Waldschlößchen houve um grande embate entre as autoridades locais que defendiam sua construção e os opositores, incluindo grande parte do Comité do Patrimônio Mundial. Em 1996, a autoridades locais aprovaram o projeto. Após quase oito anos de espera pela autorização da obra, foi convocado um referendo público em 2005 para decidir sobre o início das obras sem, no entanto, alertar devidamente a população sobre o risco da região perder a designação da UNESCO. Mesmo com a vitória eleitoral, o governo de Dresden teve de adiar as obras por conta de uma queixa prestada pela UNESCO em abril de 2006 quanto à retirada do título de Patrimônio da Humanidade caso a ponte fosse construída.
Em março de 2007, o Tribunal Administrativo Superior da Saxônia decidiu autorizar a obra. Diante da decisão, o vice-presidente do Bundestag Wolfgang Thierse afirmou que se tratava de "um dia triste para a Alemanha". Um novo processo judicial paralisou as obras em agosto de 2007 envolvendo a possível ameaça à uma população em extinção do Rhinolophus hipposideros, mais conhecido como "morcego-pequeno-de-ferradura". Entretanto, as obras foram retomadas em novembro do mesmo ano após autorização judicial.
Durante a 33ª Sessão do Comité do Patrimônio Mundial, realizada em Sevilha entre 22 e 30 de junho de 2009, a UNESCO decidiu retirar definitivamente o sítio da Lista do Patrimônio Mundial. Nos anos seguintes, a UNESCO reconheceu outros 13 sítios como Patrimônio Mundial no país, que atualmente contabiliza 46 sítios do Patrimônio Mundial.

### Geórgia, 2017
Em 2017, a UNESCO decidiu por remover a Catedral de Bagrati da lista do Patrimônio Mundial por considerar sua reconstrução uma ameaça à integridade e autenticidade do edifício enquanto sítio tombado. Em 1994, a Catedral havia sido reconhecida como Patrimônio Mundial ao compor o sítio Mosteiro de Guelati e a Catedral de Bagrati, sendo incluído na lista do Patrimônio Mundial em perigo em 2010 quando das primeiras propostas de reconstrução de suas ruínas. O Comité do Patrimônio Mundial optou por manter apenas o Mosteiro de Guelati na lista de sítios designados da Geórgia e excluir a área da reconstruída Catedral de Bagrati.

## Sítios removidos
| | Santuário do Órix da Arábia |
| Bem natural inscrito em 1994, removido em 2007. |                             |
| Localização: Omã |                             |
| O Santuário de Oryx Árabe é uma área dentro das regiões biogeográficas do Deserto Central e Colinas Costeiras de Omã. Neblinas e orvalhos sazonais sustentam um ecossistema desértico único cuja flora diversa inclui variadas plantas endêmicas. Sua fauna rara inclui o primeiro rebanho livre de órix árabe desde a extinção global da espécia em 1972 e sua reintrodução aqui em 1982. O único local de criação na Arábia da abetarda de houbara, uma espécie de ave, também são encontradas assim como íbex núbio, lobos árabes, ratéis, caracóis e a maior população mundial selvagem da gazela árabe. (UNESCO/BPI) |                             |

| | Vale do Rio Elba em Dresden |
| Bem cultural inscrito em 2004, removido em 2009. |                             |
| Localização: Saxônia, Alemanha |                             |
| A paisagem cultural dos séculos XVIII e XIX do Vale do Rio Elba em Dresden se estende por 18km ao longo do rio do Palácio de Übigau e dos campos de Ostragehege no noroeste ao Palácio Pillnitz e a Ilha do Rio Elba ao sudeste. O sítio abriga bosques e é coroado pelo Palácio Pillnitz no centro de Dresden com seus numerosos monumentos e parques dos séculos XVI ao XX. A paisagem também inclui vilas e jardins suburbanos dos séculos XIX e XX componentes culturais valorosos. Nas encostas do vale se segue cultivando a uva em terraços. Alguns povos antigos da região conservaram sua estrutura ancestral, bem como vestígios da Revolução Industrial, entre os quais se destacam a "Maravilha Azul", uma ponte de aço de 147 metros de comprimento, construída entre 1891 e 1893, assim como um monotrilho suspenso (1898-1901) e um funicular (1894-1895). Os barcos a vapor (o mais antigo data de 1879) e o estaleiro (construído por volta de 1900) estão ainda em funcionamento. (UNESCO/BPI) |                             |

| | Mosteiro de Guelati e a Catedral de Bagrati |
| Bem cultural inscrito em 1994, parcialmente removido em 2017. |                                             |
| Localização: Geórgia |                                             |
| Fundado em 1106, no oeste da Geórgia, o Mosteiro de Guelati é uma obra-prima da Era de Ouro da Geórgia Medieval, um período de força política e crescimento econômico entre os séculos XI e XIII. Caracteriza-se pelas fachadas de blocos grandes, proporções equilibradas e arcos cegos para decoração exterior. O mosteiro de Guelati, um dos maiores mosteiros ortodoxos medievais, também era um centro de ciência e educação e a Academia que abrigava era um dos centros de cultura mais importantes da antiga Geórgia. (UNESCO/BPI) |                                             |

| | Cidade Mercantil Marítima de Liverpool |
| Bem cultural inscrito em 2004, removido em 2021. |                                        |
| Localização: Merseyside |                                        |
| Este sítio inclui seis setores do centro histórico e da zona portuária da cidade de Liverpool, que patenteiam a história do desenvolvimento de um dos mais importantes centros do comércio marítimo mundial nos séculos XVIII e XIX. A cidade de Liverpool não só desempenhou um papel importante na prosperidade do Império Britânico, mas também se tornou o principal ponto de trânsito para toda uma série de movimentos humanos em massa para a América: o comércio de escravos e a emigração das populações da Europa Setentrional. Liverpool também foi uma cidade pioneira na criação de tecnologias e métodos de gestão portuária, bem como sistemas de transporte modernos. O local compreende um grande número de edifícios comerciais, civis e públicos importantes, especialmente aqueles no local do planalto de St. George. (UNESCO/BPI) |                                        |